# 367. strelska divizija (ZSSR)
367. strelska divizija (izvirno rusko 367. стрелковая дивизия; kratica 367. SD) je bila strelska divizija Rdeče armade v času druge svetovne vojne.

## Zgodovina
Divizija je bila ustanovljena avgusta 1941 v Šandansku.